# Brigitte Lohff
Brigitte Lohff (* 26. Juni 1945 in Hamburg) ist eine deutsche Hochschullehrerin sowie Medizin- und Wissenschaftshistorikerin.

## Leben
Lohff besuchte das Lessinggymnasium für Mädchen in Uelzen/Niedersachsen und begann 1965 ein Studium der Psychologie an der Universität Hamburg. Nach dem Diplom an der Philosophischen Fakultät erfolgte 1970 die Anstellung an der Hamburger Justizbehörde als Kriminalpsychologin. Parallel dazu begann sie Zoologie und Philosophie zu studieren, um ein Studium der Geschichte der Naturwissenschaften zu beginnen. Mit einem Promotionsstipendium der Studienstiftung des deutschen Volkes promovierte sie 1977 am Institut für Geschichte der Naturwissenschaften bei Christoph Scriba zum Dr. rer. nat. an der Mathematisch-Naturwissenschaftlichen Fakultät der Universität Hamburg mit einer Arbeit über Johannes Müller als akademischen Lehrer. 1975 wurde sie Assistentin bei Gerhard Rudolph am Institut für Geschichte der Medizin und Pharmazie der Christian-Albrechts-Universität zu Kiel. Ihre Habilitation erfolgte 1986 an der medizinischen Fakultät der CAU im Fach „Geschichte der Medizin“ über das Thema Die Suche nach der Wissenschaftlichkeit der Physiologie in der Zeit der Romantik. 1993 erfolgte die Ernennung zur außerplanmäßigen Professorin, 1994 wurde sie auf den Lehrstuhl für Geschichte der Medizin und zur Direktorin des gleichnamigen Instituts an der der Medizinischen Hochschule Hannover [MHH] berufen. 1999 wurde das Institut erweitert zum Institut für Geschichte, Ethik und Philosophie der Medizin. Ihre Emeritierung erfolgte zum 30. September 2013. Von 1994 bis 2024 war sie Mitglied der Ethikkommission an der Medizinischen Hochschule Hannover. Mehrere Jahre übernahm sie das Amt der Vorsitzenden des Zentrums für Gesundheitspflege an der MHH. Auf ihren Vorschlag hin erfolgte zum 1. Januar 1997 die Umbenennung der Postadresse der Medizinischen Hochschule Hannover von Konstanty-Gutschow- in Carl-Neuberg-Straße.

## Wissenschaftliche Themenfelder
Lohff befasste sich seit ihrer Dissertation mit den erkenntnistheoretischen Grundlagen der Medizin, speziell der Physiologie und Kardiologie, als auch den Einfluss der Philosophen Gottfried Wilhelm Leibniz, Friedrich Wilhelm Joseph Schelling und Ernst Cassirer auf die Medizin und das öffentliche Gesundheitswesen. Als Mitglied des Internationalen Instituts für Theoretische Kardiologie/International Institute for theoretical Cardiology [IIfTC] ist sie seit 1982 eingebunden in die Vorbereitung mehrerer internationaler Symposien und Publikationen zur theoretischen Fundierung der Kardiologie.
Sie organisierte und war beteiligt an mehreren wissenschaftshistorischen Ausstellungen (u. a. Charles Darwin Leben und Werk, Zoologischen Museum der CAU 1982, 100 Jahre Plantonforschung, Kieler Instituts für Meeresforschung 1989, Viktor Hensen (1835–1904) 1988). In Hannover folgten Ausstellungen zu dem Hannoveraner kurfürstlichen Hofarzt Johann Peter Zimmermann und die Medizin der Aufklärung (1997) und zur Geschichte der MHH (2005).
2000 organisierte Lohff das internationale Symposium „Gender, Health und Society“ als Teilsymposium des mehrwöchigen Kongresses „Medicine meets Millennium“ während der EXPO 2000 in Hannover. In dessen Folge entstanden gemeinsam mit der Sozialmedizinerin Anita Rieder von der Wiener Medizinischen Universität mehrere von der EU, dem BMWF und dem Niedersächsischen Wissenschaftsministerium geförderte Forschungsprojekte zur Gender-Medicine.
Als Gastdozentin unterrichtet sie seit 2004 am Institut für Sozialmedizin an der Medizinischen Universität Wien im Masterstudiengang Public Health (Wien); einige Jahre auch als Dozentin im Studiengang Medizin und Philosophie der Universität Luzern. Nach ihrer Emeritierung forschte sie im Rahmen einer Gastprofessur am Josephinum der Medizinischen Universität Wien über die Geschichte der Josephs-Akademie. Sie war Mitglied als auch im Beirat der Kommission für Geschichte und Philosophie (Arbeitskreis Geschichte der Medizin) an der Österreichischen Akademie der Wissenschaften. Von 2003 bis 2013 engagierte sie sich im Vorstand der Deutschen Gesellschaft für Geschichte der Medizin, Naturwissenschaft und Technik, dessen Vorsitzende sie von 2006 bis 2009 war. Lohff war Vertrauensdozentin des Evangelisches Studienwerk Villigst und Mitglied im wissenschaftlichen Beirat der Forschungsakademie der Evangelischen Studiengemeinschaft (FEST) Heidelberg. Seit 1995 ist sie gewähltes Mitglied im wissenschaftlichen Beirat der Gottfried-Wilhelm-Leibniz-Gesellschaft in Hannover.

## Schriften (Auswahl)
Monografien
- Die Suche nach der Wissenschaftlichkeit der Physiologie in der Zeit der Romantik. Ein Beitrag zur Erkenntnistheorie der Medizin (= Medizin in Geschichte und Kultur. Band 17). Fischer, Stuttgart 1990, ISBN 3-437-11260-0.
- mit Hinderk Conrads: Carl Neuberg. Biochemie, Politik und Geschichte ; Lebenswege und Werk eines fast verdrängten Forschers (= Geschichte und Philosophie der Medizin. Band 4). Steiner, Stuttgart 2006, ISBN 3-515-08894-6.
  - englisch: From Berlin to New-York. Life and work of the almost forgotten German-Jewish biochemist’s Carl Neuberg (1877–1956). A revised and enlarged version with a bibliography of Carl Neubergs publications by Michael Engel and Brigitte Lohff. Steiner, Stuttgart 2007, ISBN 978-3-515-09062-9.
- Die Gesellschaft der Freunde der Medizinischen Hochschule Hannover und ihre Preise. 50 Jahre Gesellschaft der Freunde der Medizinischen Hochschule Hannover 1964–2014. Wehrhahn, Hannover 2014, ISBN 978-3-86525-384-2.
- Die Josephs-Akademie im Wiener Josephinum. Die medizinisch-chirurgische Militärakademie im Spannungsfeld von Wissenschaft und Politik 1785–1874. Böhlau, Wien 2019, ISBN 978-3-205-23276-6 (vr-elibary.de [PDF; 11,8 MB]).

Herausgeberschaften
- mit Wolfgang Deppert, Hartmut Kliemt, Jochen Schaefer: Wissenschaftstheorien in der Medizin. De Gruyter, Berlin 1992, ISBN 3-11-012849-7 (Nachdruck 2015).
- mit Anita Rieder: Gender Medizin. Geschlechtsspezifische Aspekte für die klinische Praxis. Springer, Wien 2004, ISBN 3-211-00766-0 (2., überarb. u. erw. Aufl. 2008).
- mit Christine Wolters, Christof Beyer: Abweichung und Normalität. Psychiatrie in Deutschland vom Kaiserreich bis zur Deutschen Einheit. Transcript, Bielefeld 2013, ISBN 978-3-8376-2140-2.